# Società Sportiva Arezzo 2018-2019
Questa voce raccoglie le informazioni riguardanti la Società Sportiva Arezzo nelle competizioni ufficiali della stagione 2018-2019.

## Stagione
Nella stagione 2018-2019 l'Arezzo disputa il girone A del campionato di Serie C, nel quale raccoglie 64 punti con il quarto posto finale. Allenato da Alessandro Dal Canto ottiene 33 punti nel girone di andata e 31 nel girone di ritorno. Sale diretta in Serie B la Virtus Entella che vince il torneo con 75 punti. Nei Play-off l'Arezzo entra in scena nel secondo turno della fase a gironi, affrontando il Novara, pareggia (2-2) superando il turno essendo meglio piazzato in campionato rispetto ai piemontesi. Nel primo turno nazionale gli amaranto incrociano la Viterbese, riuscendo a vincere entrambe le partite, poi nel secondo turno nazionale, che di fatto sono le semifinali, vengono eliminati dal Pisa, che si impone in entrambe le partite, (2-3) ad Arezzo e (1-0) all'Arena Garibaldi, poi i nerazzurri vincono le finali contro la Triestina e salgono in Serie B. Matteo Brunori Sandri firmando 17 reti, delle quali 13 in campionato e 4 nei Play-off, risulta il miglior marcatore aretino di stagione. Nella Coppa Italia di Serie C l'Arezzo non supera il primo ostacolo del girone D di qualificazione, pareggiando il doppio confronto con la Lucchese (1-1), che supera il turno vincendo (3-1) ai calci di rigore.

## Divise e sponsor
Lo sponsor tecnico per la stagione 2018-2019 è Joma, mentre gli sponsor ufficiali sono Unoaerre e Chimet.

## Organigramma societario
Area direttiva
- Presidente: Giorgio La Cava

Area organizzativa
- Team manager: Marco Capaccioli
- Magazzinieri: Giovanni Sarrini, Alessandro Scolari, Ottorina Gallorini

Area tecnica
- Allenatore: Alessandro Dal Canto
- Allenatore in seconda: Giuliano Lamma
- Preparatore atletico:Francesco Carchedi
- Preparatore dei portieri: Francesco Franzese

## Rosa
| N. |                   | Ruolo | Calciatore                |
| -- | ----------------- | ----- | ------------------------- |
| 1  | Italia (bandiera) | P     | Riccardo Melgrati         |
| 2  | Italia (bandiera) | C     | Davide Zappella           |
| 3  | Italia (bandiera) | D     | Mickael Varutti           |
| 4  | Italia (bandiera) | C     | Davide Buglio             |
| 5  | Italia (bandiera) | D     | Luca Mosti                |
| 6  | Italia (bandiera) | D     | Carlo Pelagatti           |
| 7  | Italia (bandiera) | A     | Andrea Zini               |
| 8  | Italia (bandiera) | C     | Fabio Foglia              |
| 9  | Italia (bandiera) | A     | Matteo Brunori            |
| 10 | Italia (bandiera) | A     | Aniello Cutolo (capitano) |
| 11 | Italia (bandiera) | C     | Matteo Serrotti           |
| 12 | Italia (bandiera) | P     | Flavio Ubirti             |
| 13 | Ghana (bandiera)  | C     | Abdallah Basit            |
| 14 | Italia (bandiera) | D     | Fabrizio Danese           |
| 16 | Italia (bandiera) | D     | Alessio Luciani           |
| 17 | Ghana (bandiera)  | C     | Amidu Salifu              |

| N. |                           | Ruolo | Calciatore           |
| -- | ------------------------- | ----- | -------------------- |
| 18 | Italia (bandiera)         | C     | Lorenzo Remedi       |
| 19 | Italia (bandiera)         | A     | Mattia Persano       |
| 21 | Italia (bandiera)         | C     | Massimiliano Benucci |
| 22 | Italia (bandiera)         | P     | Alberto Pelagotti    |
| 23 | Italia (bandiera)         | C     | Mattia Rolando       |
| 24 | Italia (bandiera)         | D     | Lorenzo Burzigotti   |
| 25 | Corea del Nord (bandiera) | A     | Choe Song-hyok       |
| 26 | Italia (bandiera)         | D     | Pierluigi Pinto      |
| 27 | Italia (bandiera)         | A     | Nicolò Bruschi       |
| 28 | Albania (bandiera)        | C     | Kristian Keqi        |
| 29 | Italia (bandiera)         | C     | Lorenzo Tassi        |
| 31 | Italia (bandiera)         | C     | Christian Sussi      |
| 32 | Italia (bandiera)         | D     | Marco Sala           |
| 33 | Italia (bandiera)         | D     | Diego Borghini       |
| 34 | Italia (bandiera)         | C     | Adriano Sbarzella    |
| 39 | Italia (bandiera)         | C     | Niccolò Belloni      |

## Risultati

### Serie C - girone A

#### Girone di andata
| Arbitro: | Paterna (Teramo) |

|  |           |            |
|  | Marcatori | 85’ Buglio |

| Arbitro: | Longo (Paola) |

|                              |           |           |
| Buglio 25’ Cutolo 65’, 90+4’ | Marcatori | 77’ Gerbi |

| Pisa 25 settembre 2018 3ª giornata | Pisa             | 0 – 0 | Arezzo | Stadio Arena Garibaldi-Romeo Anconetani\| Arbitro: \| Zufferli (Udine) \| |
| Arbitro:                           | Zufferli (Udine) |       |        |                                                                           |

| Arbitro: | Di Graci (Como) |

|                          |           |              |
| Buglio 61’ Persano 90+3’ | Marcatori | 39’ Ruzzittu |

| Siena 7 ottobre 2018 5ª giornata | Siena             | 0 – 0 | Arezzo | Stadio Artemio Franchi\| Arbitro: \| Amabile (Vicenza) \| |
| Arbitro:                         | Amabile (Vicenza) |       |        |                                                           |

| Arbitro: | Perenzoni (Rovereto) |

|                        |           |  |
| Brunori 23’ Buglio 31’ | Marcatori |  |

| Arbitro: | Robilotta (Sala Consilina) |

|                                       |           |             |
| Pereira 12’ Muratore 70’ Bunino 90+1’ | Marcatori | 42’ Brunori |

| Arbitro: | Di Cairano (Ariano Irpino) |

|                           |           |  |
| Persano 72’ M. Sala 90+3’ | Marcatori |  |

| Olbia 28 ottobre 2018 9ª giornata | Olbia          | 0 – 0 | Arezzo | Stadio Bruno Nespoli\| Arbitro: \| Luciani (Roma) \| |
| Arbitro:                          | Luciani (Roma) |       |        |                                                      |

| Arezzo 4 novembre 2018 10ª giornata | Arezzo         | 0 – 0 | Cuneo | Stadio Città di Arezzo\| Arbitro: \| Rutella (Enna) \| |
| Arbitro:                            | Rutella (Enna) |       |       |                                                        |

| Arbitro: | Paterna (Teramo) |

|                       |           |                               |
| T. Bianchi 45’, 90+4’ | Marcatori | 53’ Brunori 89’ (rig.) Cutolo |

| Arbitro: | Natilla (Molfetta) |

|                       |           |                             |
| Basit 21’ Persano 53’ | Marcatori | 36’ Tavano 90+1’ K. Piscopo |

| Arbitro: | Marchetti (Ostia Lido) |

|  |           |                         |
|  | Marcatori | 73’ M. Sala 75’ Brunori |

| Arbitro: | Maranesi (Ciampino) |

|                 |           |                      |
| Brunori 45’ (2) | Marcatori | 58’ (aut.) Pelagotti |

| Arbitro: | Santoro (Messina) |

|              |           |             |
| Cutolo 90+5’ | Marcatori | 76’ De Luca |

| 12 dicembre 2018 16ª giornata | Pro Piacenza | – Gara annullata per l'esclusione del Pro Piacenza dal campionato. | Arezzo |  |

| Arbitro: | Ayroldi (Molfetta) |

|                        |           |                |
| Brunori 35’ Foglia 43’ | Marcatori | 50’, 87’ Eramo |

| Arbitro: | G. Miele (Nola) |

|  |           |             |
|  | Marcatori | 3’ Serrotti |

| Arbitro: | D'Ascanio (Ancona) |

|                        |           |                  |
| Brunori 32’ Cutolo 87’ | Marcatori | 68’ El Kaouakibi |

#### Girone di ritorno
| Arezzo 30 dicembre 2018 20ª giornata | Arezzo            | 0 – 0 | Lucchese | Stadio Città di Arezzo\| Arbitro: \| Tremolada (Monza) \| |
| Arbitro:                             | Tremolada (Monza) |       |          |                                                           |

| Arbitro: | De Angeli (Abbiategrasso) |

|              |           |  |
| M. Gatto 49’ | Marcatori |  |

| Arbitro: | Amabile (Vicenza) |

|                   |           |  |
| Cutolo 67’ (rig.) | Marcatori |  |

| Arbitro: | Camplone (Pescara) |

|  |           |            |
|  | Marcatori | 17’ Buglio |

| Arbitro: | Robilotta (Sala Consilina) |

|                                     |           |                                               |
| Serrotti 21’ Cutolo 33’ Rolando 65’ | Marcatori | 86’ (rig.), 90’ (rig.) Guberti 90+2’ Arrigoni |

| Arbitro: | Colombo (Como) |

|              |           |            |
| Pinzauti 78’ | Marcatori | 32’ Foglia |

| Arbitro: | De Santis (Lecce) |

|            |           |              |
| Brunori 4’ | Marcatori | 14’ Mavididi |

| Arbitro: | Gariglio (Pinerolo) |

|                |           |                               |
| Martignago 68’ | Marcatori | 39’ Brunori 55’ (rig.) Cutolo |

| Arbitro: | Pashuku (Albano Laziale) |

|                |           |  |
| Burzigotti 88’ | Marcatori |  |

| Arbitro: | G. Miele (Nola) |

|                 |           |  |
| Ed. Defendi 45’ | Marcatori |  |

| Arbitro: | Marchetti (Ostia Lido) |

|                   |           |               |
| Cutolo 36’ (rig.) | Marcatori | 60’ Tartaglia |

| Arbitro: | Feliciani (Teramo) |

|                            |           |  |
| Biasci 25’, 46’ Rosaia 85’ | Marcatori |  |

| Arbitro: | De Angeli (Abbiategrasso) |

|            |           |              |
| Foglia 26’ | Marcatori | 75’ Barlocco |

| Arbitro: | De Santis (Lecce) |

|                 |           |            |
| Mastroianni 61’ | Marcatori | 21’ Foglia |

| Arbitro: | Meleleo (Casarano) |

|                          |           |                               |
| Sbampato 8’ Akammadu 90’ | Marcatori | 16’, 47’ Brunori 42’ Serrotti |

| 14 aprile 2019 35ª giornata | Arezzo | – Partita assegnata (3-0) per l'esclusione del Pro Piacenza dal campionato. | Pro Piacenza |  |

| Arbitro: | Paterna (Teramo) |

|                        |           |             |
| Iocolano 26’ Belli 83’ | Marcatori | 77’ Brunori |

| Arbitro: | Perenzoni (Rovereto) |

|                         |           |  |
| Borghini 50’ Buglio 84’ | Marcatori |  |

| Arbitro: | Pascarella (Nocera Inferiore) |

|  |           |                                     |
|  | Marcatori | 3’ Borghini 46’ Brunori 69’ Rolando |

### Play-off
| Arbitro: | Amabile (Vicenza) |

|                        |           |                        |
| Cutolo 11’ Brunori 25’ | Marcatori | 27’ Ronaldo 36’ Eusepi |

| Arbitro: | Vigile (Cosenza) |

|                              |           |  |
| Brunori 14’, 24’ Benucci 45’ | Marcatori |  |

| Arbitro: | Cudini (Fermo) |

|  |           |                          |
|  | Marcatori | 9’ Belloni 28’ Pelagatti |

| Arbitro: | Camplone (Pescara) |

|                        |           |                                           |
| Cutolo 35’ Brunori 47’ | Marcatori | 12’, 52’ (rig.) M. Marconi 58’ Di Quinzio |

| Arbitro: | Ayroldi (Molfetta) |

|             |           |  |
| Izzillo 86’ | Marcatori |  |

### Coppa Italia Serie C

#### Girone D
| Arbitro: | Feliciani (Teramo) |

|           |           |                |
| Cutolo 9’ | Marcatori | 25’ Sorrentino |

| Arbitro: | Tremolada (Monza) |

|                             |                      |                              |
| Provenzano 16’ (rig.)       | Marcatori            | 45+1’ Tassi                  |
| Lombardo Cardore Bortolussi | Tiri di rigore 3 – 1 | Buglio Bruschi Foglia Persan |